# Brometo de vanádio(II)
Brometo de vanádio(II), também conhecido como dibrometo de vanádio, é um composto químico inorgânico de fórmula VBr2.

## Preparação
O composto é obtido pela retirada de hidrogênio da solução de brometo de vanádio(III).